# Progradungula otwayensis
Progradungula otwayensis (лат.) — вид пауков рода Progradungula из семейства Gradungulidae. Эндемик Австралии: национальный парк Грейт-Отуэй, штат Виктория. Пауки средних и крупных размеров, длина тела от 10 до 15 мм, а размах ног до 7 см. Они слегка пигментированы, от желтовато-коричневого до светло-лилового серого цвета, с тремя шевронами на задней верхней части брюшка. Как и у других Gradungulidae, их ноги снабжены тремя когтями. Эти когти особенно хорошо развиты на первой и второй парах ног и используются для цепляния добычи. Они хищники, нападающие из засады, и строят характерные лестничные силки близко к земле. Они стоят вниз головой на этих паутинах, поджидая добычу, которую затем забрасывают в эти паутины, чтобы поймать в ловушку.

## Таксономия
Паук Progradungula otwayensis был впервые описан австралийским арахнологом Грэмом А. Милледжем в 1997 году. Вид назван в честь национального парка Грейт-Отуэй (Great Otway, штат Виктория, Австралия), откуда были извлечены типовые экземпляры. Типовые образцы Милледжа включали только одного взрослого самца и несколько молодых особей. Самка была неизвестна до 2013 года, когда арахнологи Петер Михалик, Луис Пьячентини, Элизабет Липке и Мартин Х. Рамирес впервые описали взрослую самку.
Progradungula otwayensis — один из всего двух видов, классифицированных в роде Progradungula. Другой вид — очень похожий на него пещерный паук Progradungula carraiensis. Их можно отличить от последнего по наличию одной выступающей структуры (отростка) на шприцеобразном копулятивном органе (эмболусе) луковицы на педипальпах самца, в отличие от двух у пауков Progradungula carraiensis. Самки также имеют восемь семяприемников (сперматеки) на гениталиях (эпигине), в отличие от шести у пауков Progradungula carraiensis.
Progradungula otwayensis принадлежит к семейству Gradungulidae, надсемейству Austrochiloidea из подотряда аранеоморфных пауков (Araneomorphae).

## Описание
Карапакс (верхняя часть головогруди) самок составляет 6,92 мм и 4,66 мм в ширину. Оно наиболее широкое между второй и третьей парами ног. Стернум (нижняя часть цефалоторакса) удлиненная и щитовидная с заостренным кончиком сзади, заканчивающимся на середине четвёртой пары ног. Брюшко (опистосома) имеет длину 8,51 мм и ширину 7,18 мм. Первая пара ног самая длинная — 40,30 мм, а третья пара самая короткая — 27,14 мм. Вторая и четвертая пары ног примерно одинаковой длины — 30,86 мм и 32,46 мм соответственно.

## Распространение и экология
Эндемик Национального парка Грейт-Отвей в штате Виктория, Австралия.

## Поведение
Ведут ночной образ жизни. Днём они отдыхают в своих убежищах в дуплах деревьев. Через час или около того после захода солнца они выходят, чтобы построить свою паутину или поохотиться.
Наряду с Progradungula carraiensis и Macrogradungula moonya, пауки Progradungula otwayensis являются одними из трёх видов, принадлежащих к семейству Gradungulidae, которые являются крибеллятными. В отличие от других представителей семейства, которые все являются курсориальными (активными бродячими охотниками), эти три вида — хищники, сидящие в засаде и строящие силки. Силки сделаны из шёлка, сплетенного из специализированных спиннеретов, известных как крибеллум, и расчёсанного рядом щетинок (каламиструм) на четвёртой паре ног. В отличие от обычных спиннеретов, крибеллум производит чрезвычайно тонкий шёлк, который легко опутывает добычу без необходимости использования клея. Силки всех трёх видов имеют характерную лестничную форму, в отличие от силков других пауков из других семейств.

## Охранный статус
Из-за их очевидной зависимости от буковых деревьев вида Нотофагус Каннингема (что объясняет их крайне ограниченный ареал), их выживание тесно связано с сохранением мест обитания, где также встречается миртовый бук.